# Noce en Galilée
Pour plus de détails, voir Fiche technique et Distribution.
Noce en Galilée (Urs al-jalil, عرس الجليل) est un film franco-belgo-palestinien réalisé par Michel Khleifi, sorti en 1987.

## Synopsis
Le film relate un mariage durant l'occupation israélienne. À la demande du père, les soldats israéliens interrompent le couvre-feu, et l'échange se produit entre les deux peuples ennemis, le temps d'une fête, où ils éprouvent des émotions communes.

## Fiche technique
- Titre français : Noce en Galilée
- Titre original : Urs al-jalil, عرس الجليل
- Réalisation : Michel Khleifi
- Scénario : Michel Khleifi
- Photographie : Walther van den Ende
- Montage : Marie Castro
- Musique : Jean-Marie Sénia
- Costumes : Ann Verhoeven
- Pays :  Palestine,  France et  Belgique
- Langue : Arabe, Hébreu, Turc
- Genre : drame
- Durée : 100 minutes

## Distribution
- Mohamad Ali El Akili : Le mukhtar (chef de village)
- Bushra Karaman : La mère
- Makram Khoury : Le gouverneur
- Yussuf Abu-Warda : Bacem (comme Youssef Abou Warda)
- Anna Condo : La fiancée (comme Anna Achdian)
- Nazih Akleh : Le fiancé
- Sonia Amar : Soumaya
- Eyad Anis : Hassan
- Waël Barghouti : Ziad
- Juliano Mer-Khamis : Officier (comme Juliano Mer)
- Ian Chemi : Officier n°2
- Tali Dorat : Soldate

## Distinctions
- 1987 : Coquille d'or du Festival de Saint-Sébastien
- 1987 : Prix André-Cavens par l’Union de la critique de cinéma (UCC).
- 1987 : Prix Humanum de l'UPCB / UBFP - Union de la presse cinématographique belge